# Teoria della pertinenza
La teoria della pertinenza o teoria della rilevanza, elaborata dall'antropologo cognitivo francese Dan Sperber e dalla linguista britannica Deirdre Wilson, è una teoria della cognizione e della comunicazione.
Imperniata su una definizione del concetto di pertinenza cui seguono due principi generali, uno cognitivo ed uno comunicativo, la teoria della pertinenza mira a rendere conto del comportamento umano negli scambi comunicativi in maniera unitaria, cognitivamente plausibile ed empiricamente testabile.
Si può considerare la teoria della pertinenza come lo sviluppo più importante di una delle idee fondamentali di Paul Grice, ossia l'idea che il carattere essenziale della comunicazione è l'espressione ed il riconoscimento di intenzioni. In questo senso, essa rappresenta un modello inferenziale della comunicazione che si oppone al tradizionale modello della comunicazione come trasferimento di informazione codificata.

## La distinzione tra Semantica e Pragmatica
La teoria della pertinenza è un approccio alla pragmatica del linguaggio basato sulla cognizione. Un modo per chiarire che cosa si intende con "pragmatica" è quello di partire dalla distinzione tra semantica e pragmatica proposta da Charles Morris.
Morris (1938), rifacendosi ad idee di Charles Sanders Peirce e di Rudolph Carnap, si propone di costruire una teoria generale dei segni, una semiotica. Individua nella sintassi, nella semantica e nella pragmatica i tre grandi campi che compongono la semiotica. 
La sintattica studia le combinazioni dei segni, senza curarsi dei loro specifici significati e delle loro relazioni con il comportamento in cui hanno luogo. La semantica si occupa delle diverse maniere di significare delle espressioni e delle frasi di una lingua, a prescindere dalle circostanze in cui esse sono utilizzate da parlanti determinati. La pragmatica è la parte della semiotica che prende in esame l'origine, gli usi e gli effetti dei segni in rapporto al comportamento dove essi si manifestano.
Consideriamo uno scambio comunicativo tra Pippo e Paola.
(1) Pippo: “Sai l'ora?”
Paola: “Sì”
Consideriamo ora un secondo scambio comunicativo sempre tra Pippo e Paola.
(2) Pippo: “Sai l'ora?”
Paola: “Sono le 21,45”
In entrambe le situazioni Pippo pone una domanda a Paola. Paola, in entrambe le situazioni, comprende il significato della domanda e risponde. Tuttavia, mentre nel primo caso la comunicazione si svolge lungo un binario strettamente letterale, nel secondo caso sembra che la risposta di Paola presupponga che ciò che Pippo intendeva con la sua domanda vada al di là del significato della frase codificato nella grammatica della lingua italiana.
Secondo il paradigma dominante della filosofia del linguaggio del Novecento, formatosi a partire da idee fondamentali di Gottlob Frege e del Wittgenstein del Tractatus logico-philosophicus, il problema centrale della semantica, intesa come teoria del significato, è quello di stabilire le condizioni di verità degli enunciati dichiarativi. Secondo tale prospettiva, per afferrare il significato di un enunciato bisogna conoscere le circostanze possibili in cui quell'enunciato è vero, cioè, bisogna conoscere le sue condizioni di verità. Il significato di un enunciato si identifica con le sue condizioni di verità, ed il significato delle espressioni subenunciative (come le parole) consiste nel loro contributo alle condizioni di verità dell'enunciato in cui occorrono.
Rispetto alla studio della pragmatica, dopo il lavoro di Morris sono state prese due principali direzioni. La prima è quella tracciata da discipline come la sociolinguistica o l'analisi conversazionale; l'altra è associata alle ricerche sul significato sviluppate in filosofia del linguaggio. 
Basandoci su questa seconda accezione, la pragmatica si definisce come lo studio della relazione che intercorre tra il linguaggio ed il suo uso in un contesto; la pragmatica si interessa specialmente al significato linguistico implicito ed inferenziale, al non-detto, a tutti quegli aspetti del significato che dipendono sistematicamente dal contesto in cui il linguaggio è utilizzato. 
In questi casi il significato che un parlante può veicolare proferendo un enunciato va al di là del significato vero-condizionale. Infatti, qui gli ingredienti che fanno la differenza sono il contesto d'uso dell'enunciato e ciò che il parlante “vuole dire” attraverso il suo proferimento. È la pragmatica quella parte dello studio generale del linguaggio che si concentra sugli impieghi concreti dei segni in un contesto comunicativo. Essa si prefigge di rendere conto dei meccanismi comunicativi che colmano il divario tra il significato enunciativo ed il “voler dire” del parlante, chiarificando ed analizzando i sistemi d'aspettative che condizionano e rendono possibile una comunicazione.

## Teorie della comunicazione. Dal modello del codice al modello inferenziale
Il modello del codice è ben rappresentato dalla teoria matematica dell'informazione di Shannon e Weaver (1949). Secondo questo modello, la comunicazione orale consiste nel trasferimento di messaggi, e chiama in causa due dispositivi di trattamento dell'informazione, uno d'emissione ed uno di ricezione. Il messaggio che si vuole trasmettere viene codificato dal parlante attraverso un segnale che, trasmesso attraverso un canale (aria, linea telefonica, ...), raggiunge il destinatario che lo decodifica. Per raggiungere i loro obiettivi comunicativi, il parlante ed il destinatario condividono un medesimo codice. In altri termini, per i teorici del modello del codice, un comunicatore codifica il messaggio (un pensiero, rappresentazioni mentali, ...) che intende trasmettere in un segnale esterno (un enunciato). Tale segnale è decodificato dal destinatario in modo tale che questi possa formarsi pensieri o rappresentazioni mentali analoghe a quelle del parlante, e possa così riconoscere ciò che il parlante intendeva comunicargli.
Ad un'attenta analisi il modello del codice risulta insufficiente per spiegare i processi comunicativi.
Consideriamo un altro scambio tra Pippo e Paola.
(3) Pippo: “Stasera usciamo a cena?”
Paola: “Stasera c'è il derby!”
Come riesce Pippo ad afferrare il senso di ciò che Paola intende comunicargli?
Pare esservi un “vuoto” tra il significato dell'enunciato di Paola ed il suo voler dire, il significato, cioè, che Paola intende esprimere col proferimento “Stasera c'è il derby” in (3). In questo caso non è sufficiente un'operazione di codifica – decodifica del segnale letterale per dar conto del processo comunicativo. Paola sembra fornire una risposta non pertinente alla domanda di Pippo; tuttavia, è plausibile pensare che Pippo dovrebbe riuscire senza troppa fatica a colmare lo scarto tra il significato letterale ed il significato inteso dell'enunciato di Paola. Pippo, infatti, condividendo con Paola certe informazioni, sarà in grado di capire che la risposta di Paola è negativa: quella sera Paola intende assistere ad una partita di pallone che considera irrinunciabile, piuttosto che uscire a cena con Pippo. 
Pippo coglie l'intenzione comunicativa di Paola non (solo) perché conosce l'italiano, ma perché conosce il mondo e conosce la sua interlocutrice, perché è razionale ed è nelle condizioni di poter interpretare qualcosa in più del semplice codice semantico. Un processo comunicativo come (3) è spiegato adeguatamente da un altro modello della comunicazione: il modello inferenziale.
Il modello inferenziale è suggerito da Paul Grice e sviluppato in seguito dai teorici della pertinenza. Secondo questo modello, il comunicatore produce un indizio del suo “voler dire” a partire dal quale il destinatario inferisce il contenuto di tale significato inteso. Questo modello ha come fondamenta due idee di Grice:
- Il carattere fondamentale della comunicazione umana è l'espressione ed il riconoscimento di intenzioni
- Per poter inferire il significato del parlante, il destinatario viene guidato dall'aspettativa che l'enunciato soddisfi certi standard.

Seguendo la prima indicazione di Grice, ‘Paola significa qualcosa attraverso l'espressione X' è analizzato come ‘Paola intende che il proferimento di X produca un certo effetto in Pippo in forza del riconoscimento di questa intenzione’. I proferimenti creano aspettative che guidano l'interprete verso il significato inteso del parlante. La migliore ipotesi interpretativa per il destinatario è quella che meglio soddisfa queste aspettative. Seconda la prospettiva del modello inferenziale di Grice, la comunicazione è un'impresa razionale, cooperativa e finalizzata ad uno scopo. Gli scambi linguistici sono retti da un principio di cooperazione che stabilisce di contribuire alla comunicazione in maniera funzionale al suo buon andamento. Il principio di cooperazione si articola in quattro gruppi di massime, regole che, se soddisfatte, promuovono la razionalità della comunicazione conducendo al suo buon esito:
1. Massime della Quantità: “Da' solo le informazioni richieste, né di più né di meno”.
2. Massime della Qualità: “Di' solo ciò che ritieni vero”.
3. Massime della Relazione: “Sii pertinente”.
4. Massime del Modo: “Sii chiaro ed ordinato”.

Le massime possono essere violate; se vengono violate deliberatamente e in modo palese, il destinatario avanzerà delle ipotesi tali da ricondurre la violazione alla razionalità comunicativa.
Per esempio:
(4) Pippo: “Ti piace il corso di diritto?”
Paola: “È un corso di diritto”
Qui la risposta di Paola è informativamente nulla: la massima violata è quella della quantità. Si può immaginare che Paola abbia inteso sfruttare questa violazione per ottenere un effetto comunicativo particolare: un corso di diritto è esattamente come ce lo si aspetta: a seconda della conoscenza condivisa che si suppone, noioso oppure appassionante. La proposizione comunicata, addizionale a ciò che è stato detto esplicitamente dal parlante, è chiamata da Grice implicatura. Le implicature non sono inferenze che traiamo logicamente, sono piuttosto dei meccanismi di formazione e conferma d'ipotesi. Dati un proferimento e un contesto d'uso, il destinatario, valutando se il parlante rispetta o meno le massime conversazionali, può muovere da ciò che è detto esplicitamente a quello che il parlante vuol dire.
Ciò che qui interessa non è valutare in modo puntuale la proposta griceana, bensì sottolineare come il problema centrale della pragmatica, condiviso tanto da Grice quanto dai teorici della pertinenza, sia quello di spiegare come un interprete colmi la lacuna tra il significato enunciativo ed il significato del parlante.
Il modello del codice non è adeguato per dar conto di tale scarto.
Il modello inferenziale sembra invece avere più risorse per poter trovare una soluzione al problema. Infatti, la lacuna tra ciò che un parlante dice e ciò che vuole dire, ha intenzione di comunicare, pare essere colmata proprio da processi inferenziali che tengono conto del contesto in cui ha luogo la comunicazione.

## La Teoria della Pertinenza. Comunicazione e Cognizione

### Cognizione. Una premessa
La teoria della pertinenza integra una visione generale della cognizione umana con una teoria pragmatica che si propone di spiegare i meccanismi della comprensione e della comunicazione. L'ipotesi di lavoro sviluppata da Sperber e Wilson è che i proferimenti linguistici di un parlante comportino delle aspettative di pertinenza sufficienti per guidare l'interprete verso il voler dire del parlante.
Quali sono le premesse cognitive su cui si costituisce la teoria della pertinenza?
Nella prospettiva dei teorici della pertinenza, l'essere umano può essere assimilato ad un sofisticato sistema di trattamento dell'informazione. Le capacità di un sistema di trattamento dell'informazione non sono illimitate; in particolare, i nostri dispositivi cognitivi (della percezione, dell'attenzione, della memoria, etc) sono in grado di gestire solo una certa quantità di informazione. Dei numerosi input che potrebbero raggiungere i livelli cognitivi superiori per essere elaborati e memorizzati, solo alcuni vengono effettivamente resi disponibili ad analisi d'ordine superiore. Dal momento che un sistema di trattamento dell'informazione sovraccaricato di input non riesce ad elaborare tutti i dati allo stesso tempo, il sistema deve essere in grado di regolarsi in modo tale da selezionare il prossimo elemento da elaborare. In altri termini, il sistema deve “saper” selezionare gli input da processare e “decidere” con che ordine di priorità procedere nell'elaborazione. 
Questo meccanismo agisce come un filtro, un collo di bottiglia, che lascia passare l'informazione considerata dai processi dell'attenzione e blocca l'informazione da essi trascurata. Più precisamente, all'interno del processo d'elaborazione dell'informazione che dalla percezione porta alla memorizzazione si forma come un collo di bottiglia. A livello del collo di bottiglia, non tutti gli input riescono a guadagnare l'accesso allo stadio successivo, ma solo quelli considerati dai meccanismi dell'attenzione. Infatti, lo stadio in cui ha luogo la memorizzazione è capace di gestire una minor quantità di informazione rispetto allo stato precedente, in cui ha luogo la percezione.
Sperber (2005) sostiene che vi è ragione di credere che nel corso dell'evoluzione il nostro sistema per l'elaborazione delle informazioni abbia sviluppato dei meccanismi di gestione del collo di bottiglia dell'attenzione tali da regolare e stabilire priorità nel flusso di informazioni, favorendo le informazioni più pertinente. Rispetto a tutti i possibili input, tali meccanismi scelgono, attraverso modalità non cognitive quello più pertinente.

### Principio Cognitivo di Pertinenza
Che cos'è la pertinenza?
Sperber e Wilson hanno fornito una definizione della nozione di pertinenza. Secondo loro, la pertinenza è una proprietà degli input ai processi cognitivi. È una proprietà tanto di stimoli esterni, come proferimenti o azioni, quanto di rappresentazioni interne, come pensieri o ricordi. Un input è pertinente per un soggetto quando si lega all'informazione di sfondo disponibile al soggetto per generare output cognitivamente interessanti. Esempi di output interessanti per un soggetto sono: la risposta ad una domanda che il soggetto aveva, l'aumento delle conoscenze rispetto ad un determinato tema, la soluzione di un dubbio, il rafforzamento o la revisione di un'ipotesi, la correzione di un'impressione errata.
In termini più precisi, un input è pertinente per un soggetto quando la sua elaborazione in un contesto di informazioni disponibili produce un effetto cognitivo, vale a dire produce una differenza nella rappresentazione del mondo del soggetto.
Gli effetti cognitivi che un input può comportare sono, in generale, di tre tipi: 
1. implicazioni contestuali;
2. corroborazione di un assunto esistente;
3. revisione o eliminazione di un assunto esistente.

Le implicazioni contestuali consistono in conclusioni derivate da un input e dalle informazioni di sfondo del soggetto insieme. Attraverso implicazioni contestuali, di solito, aggiungiamo nuova informazione alla nostra rappresentazione del mondo. Gli altri due tipi di effetti contestuali, corroborazione e revisione di assunti del soggetto, agiscono rispettivamente in modo da aumentare la forza con cui crediamo qualcosa, e in modo da farci rivedere, o addirittura eliminare, una credenza in contrasto con la nuova informazione.
Un esempio. Sento il telefono squillare. Leggo l'ora sul mio orologio (input), ricordo l'ora di un appuntamento fissato con Paola (informazione contestuale), derivo anzitutto l'implicazione contestuale che sono in ritardo, ed in secondo che Paola sarà seccata. Guardo il numero che è apparso sullo schermo del telefonino: è Paola davvero. Quest'ultima informazione interagisce con altre informazioni contestuali che ho a disposizione (ad esempio so che Paola è una persona che detesta i ritardi) per confermare la mia ipotesi che Paola sarà arrabbiata con me e mi fa rivedere il mio piano di passare a comprare le sigarette prima di arrivare all'appuntamento.
A parità di condizioni, maggiori sono gli effetti cognitivi ottenuti dall'elaborazione di un input, maggiore sarà la pertinenza di quell'input per il soggetto. 
Si noti che la pertinenza non è una proprietà discreta, bensì continua: si tratta di una questione di grado. Ciò che rende un input degno di essere trattato non è solo il fatto che sia pertinente, ma anche che quell'input è più pertinente di ogni altro input disponibile allo stesso tempo. Così, se guardo l'orologio e mi accorgo di essere in ritardo di due minuti all'appuntamento, ciò non farà una gran differenza nella mia rappresentazione del mondo. Se invece mi accorgo di essere in ritardo di un'ora e due minuti, ciò può comportare una completa riorganizzazione della mia giornata. La pertinenza dei due input varierà di conseguenza.
L'elaborazione di un input e la derivazione di effetti cognitivi richiedono un certo sforzo mentale. Uno stimolo può essere più o meno saliente, un assunto contestuale più o meno accessibile, un'inferenza che porta ad un certo effetto cognitivo più o meno lunga. Rappresentare l'input, accedere all'informazione contestuale disponibile e derivare gli effetti cognitivi, tutto ciò richiede uno sforzo d'elaborazione in termini di percezione, memoria e capacità inferenziale. La pertinenza dipende da un'allocazione degli sforzi mentali e degli input la cui elaborazione si suppone abbia degli effetti cognitivi sufficienti per meritare tale dispendio d'energia.
A parità di condizioni, minore è lo sforzo d'elaborazione richiesto al soggetto, maggiore sarà la pertinenza dell'input.
Caratterizzati in tal modo gli effetti cognitivi e lo sforzo d'elaborazione di un input, la pertinenza può esser definita il tradeoff, il “bilanciamento”, tra effetti cognitivi e sforzi d'elaborazione: più grande è il rapporto tra effetti e sforzo d'elaborazione di un input, maggiore è la pertinenza dell'input. Detto in altri termini: un'informazione è pertinente nella misura in cui merita uno sforzo cognitivo per essere trattata.
Le teoria della pertinenza sostiene che, per via del modo in cui il nostro sistema cognitivo si è evoluto, gli esseri umani tendono automaticamente a massimizzare la pertinenza. Ciò significa che il nostro sistema cognitivo si è evoluto in modo tale da “cercare” quegli input che generino quanti più effetti cognitivi possibili per il minor sforzo d'elaborazione. L'idea che tendiamo ad accrescere il rendimento del sistema cognitivo massimizzando la pertinenza costituisce il Principio Cognitivo di Pertinenza:
- I processi cognitivi tendono alla massimizzazione della pertinenza.

Da tale principio seguono specifiche indicazioni circa la particolare informazione cui sarà assegnata l'attenzione e le risorse cognitive. Più precisamente, dal principio cognitivo di pertinenza consegue che:
- I nostri meccanismi percettivi tendono automaticamente a cogliere gli stimoli potenzialmente pertinenti;
- I nostri meccanismi di recupero dell'informazione tendono ad attivare le ipotesi potenzialmente pertinenti;
- I nostri meccanismi inferenziali tendono a trattare gli stimoli potenzialmente più pertinenti.

Ecco un esempio, tratto da Wilson e Sperber (2004), che chiarisce in che modo funziona il principio in relazione al trade-off tra effetti cognitivi e sforzo d'elaborazione.
Supponiamo che Maria sia vegetariana e allergica alla carne di pollo. Invitata a cena, telefonando per informarsi del menù le viene data una della seguenti risposte:
(5)    Ci sarà carne.
(6)    Ci sarà pollo.
(7)    Ci sarà pollo o (7² – 3) ≠ 46
(6) risulta la più pertinente. Dal momento che (6) implica (5), gli effetti cognitivi di (5) sono ottenuti anche da (6). (6), però produce ulteriori effetti che la rendono più pertinente di (5). (6), poi, è più pertinente anche di (7) per il minor sforzo d'elaborazione richiesto: anche se (6) e (7), essendo logicamente equivalenti, comportano gli stessi effetti cognitivi, (7) richiede uno sforzo supplementare d'analisi grammaticale e logica, nonché d'interpretazione semantica. Perciò, per ragioni di economia cognitiva, l'attenzione di Maria sarà attirata dall'informazione veicolata da (6).

#### Come calcolare la Pertinenza
L'analisi in termini di costi ed effetti si colloca, nelle intenzioni dei teorici della pertinenza, a livello descrittivo e non normativo: gli esseri umani, di fatto, sono massimizzatori di pertinenza. Tuttavia, se è vero che per selezionare quale informazione elaborare il sistema utilizza il principio cognitivo di pertinenza, e se è vero che il sistema calcola i potenziali benefici cognitivi di un input, allora il sistema stesso dovrebbe trattare tutte le informazioni disponibili prima di decidere quale informazione scegliere. Ciò richiederebbe di per sé un dispendio di risorse energetiche, a discapito dell'economia del sistema.
Sperber (2005) affronta il problema, tentando di fornire delle risposte. Il calcolo della pertinenza viene effettuato attraverso meccanismi non cognitivi legati al controllo del consumo d'energia. Sperber ipotizza che non effettuiamo calcoli veri e propri: il sistema cognitivo utilizza indicatori fisiologici automatici (pattern di attività chimica o elettrica in determinate aree cerebrali) per calcolare “implicitamente” il rapporto costi – benefici. La pressione selettiva dell'evoluzione avrebbe favorito meccanismi cognitivi affidabili, capaci di calcolare in modo implicito non solo i benefici potenziali di stimoli presenti, ma anche i benefici attesi, indovinando quale sarà l'utilità attesa dell'elaborazione di un certo stimolo.
Anche se ancora tutte da dimostrare empiricamente, è possibile avanzare alcune ipotesi generali circa le euristiche con cui un sistema cognitivo seleziona un input in accordo col principio cognitivo di pertinenza.
In primo luogo, a parità di condizioni, un sistema cognitivo selezionerà l'informazione che richiede meno sforzo d'elaborazione. Spesso, infatti, gli stimoli che richiamano immediatamente e senza sforzo la nostra attenzione si rivelano i più pertinenti: si pensi agli oggetti che si muovono da soli. La nostra attenzione è catturata più facilmente da cose che si muovono da sole poiché è più utile e prudente reagire ad entità animate, molto probabilmente animali o esseri umani, piuttosto che a cose che giacciono immobili dinanzi a noi.
Sembra poi ragionevole supporre che nell'analisi di uno stimolo si tenda ad attivare, sempre per ragioni d'economia cognitiva, informazioni in memoria, già disponibili, associate a quello stimolo.
Da ultimo, a parità di condizioni, si può pensare che il nostro sistema cognitivo non abbandoni una linea di ragionamento che sta seguendo, dal momento che, anche in questo caso, vi sono informazioni già attive in memoria che, salvo smentita, sarebbe uno spreco perdere.
Nonostante sia preferibile considerarle nozioni non-quantitative calcolate implicitamente, le due dimensioni della pertinenza, sforzo ed effetti cognitivi, possiedono una precisa realtà cognitiva e giocano un ruolo importante nell'economia cognitiva degli esseri umani.
Testare la fondatezza psicologica del principio cognitivo di pertinenza e ricercarne eventuali substrati neuronali rimangono due dei compiti cui sono chiamate le future ricerche nel campo delle scienze cognitive e delle neuroscienze.

### Comunicazione. Comunicazione ostensivo - inferenziale
Uno dei caratteri fondamentali della cognizione umana è la tendenza a massimizzare la pertinenza degli input che tratta. Questo rende possibile, almeno in parte, di predire ed influenzare gli stati mentali degli altri. Infatti, se sono consapevole del fatto che siamo “massimizzatori di pertinenza” allora posso produrre stimoli che catturino l'attenzione dei miei interlocutori e orientino il corso dei loro pensieri in una direzione prevedibile, spingendoli a recuperare in memoria certi assunti contestuali o indirizzandoli a trarre determinate implicazioni contestuali.
Per illustrare la possibilità di modificare e prevedere gli stati mentali altrui pur senza che vi sia comunicazione pensiamo alla seguente situazione. Pippo e Paola sono al mare, seduti sulla spiaggia. Pippo si accorge che Paola si guarda in giro annoiata in cerca di attività per la giornata. Allora si scosta per lasciarle vedere giusto dietro di lui una scritta: “Noleggio canoe”. Questo non è un ancora caso di comunicazione. Semplicemente Pippo, prevedendo nel contesto quale tipo di stimolo sarebbe stato pertinente per Paola, ha agito in modo da rendere manifesto a Paola uno stimolo per lei potenzialmente pertinente.
Catturando l'attenzione del destinatario, uno stimolo ostensivo può essere trattato inferenzialmente in modo da permettere di trarre due tipi di conclusione: conclusioni sulle intenzioni del produttore dello stimolo, sul significato del parlante, e conclusioni sullo stato di cose su cui il produttore dello stimolo cerca di focalizzare l'attenzione del destinatario.
Quello di stimolo ostensivo è un concetto centrale di un particolare tipo di comunicazione: la comunicazione ostensivo – inferenziale. La comunicazione ostensivo – inferenziale viene identificata attraverso i due livelli d'intenzione su cui si realizza. Coinvolge sia un'intenzione informativa (l'intenzione di informare un destinatario di qualcosa) sia un'intenzione comunicativa (l'intenzione di informare un destinatario della propria intenzione informativa).
Un esempio. Pippo e Paola sono al bar a far colazione. Terminato, Pippo estrae il borsellino e si dirige verso la cassa. Con quest'azione Pippo intende generare in Paola la credenza che sarà lui a pagare il conto; la sua azione, tuttavia, è davvero un indizio sufficiente della sua intenzione? Sembra di no. L'azione di Pippo non è sufficiente per fornire a Paola un chiaro indizio di ciò che vuole fare: non si tratta ancora di un caso di comunicazione manifesta. Detto in altri termini, l'azione di Pippo non consiste in uno stimolo ostensivo; vale a dire, non consiste in uno stimolo che fornisce indizi evidenti di essere stato prodotto intenzionalmente per influenzare qualcuno. In effetti, anziché semplicemente tirar fuori dalla tasca il borsellino, Pippo avrebbe potuto fare un cenno a Paola ed indicarle che questa volta sarebbe toccato a lui pagare, avrebbe potuto lasciare il denaro del conto sul bancone, dire esplicitamente a Paola che avrebbe pagato lui. In questi casi, Paola avrebbe a che fare con stimoli ostensivi che trasmettono chiaro indizio dell'intenzione di Pippo.
Secondo la teoria della pertinenza, tutta la comunicazione umana intenzionale è comunicazione ostensivo – inferenziale dal momento che l'uso di uno stimolo ostensivo può generare, in modo almeno in certa misura preciso e prevedibile, aspettative di pertinenza che altri stimoli sono incapaci di generare.

### Principio Comunicativo di Pertinenza
Utilizzando uno stimolo ostensivo, il comunicatore sollecita nei suoi destinatari l'aspettativa che quello stimolo sia sufficientemente pertinente da essere trattato. L'uso di uno stimolo ostensivo, quale un enunciato, genera aspettative di pertinenza sufficienti a guidare l'ascoltatore al voler dire del parlante. Queste considerazioni sono sintetizzate da Sperber e Wilson nel Principio Comunicativo di Pertinenza:
- Ogni proferimento (ogni atto di comunicazione ostensivo - inferenziale comunica la presunzione della propria pertinenza ottimale.

Tale principio, insieme con la nozione di presunzione di pertinenza ottimale, rappresenta il pilastro della pragmatica pertinentista.
La pertinenza ottimale dello stimolo ostensivo è ciò che un destinatario di un proferimento può attendersi dal comunicatore, data la definizione di pertinenza in termini di sforzo ed effetti cognitivi. Più precisamente, uno stimolo ostensivo è ottimamente pertinente se e solo se:
a)	È abbastanza pertinente da meritare di essere processato;
b) È il più pertinente, compatibilmente con le capacità e le preferenze del comunicatore (è quello che genera il maggior numero di effetti con il minor sforzo).
a) è conseguenza diretta del principio cognitivo: uno stimolo merita d'essere elaborato da un sistema cognitivo che tende a massimizzare la pertinenza solo se è più pertinente di ogni altro input disponibile allo stesso tempo.
Ciò che b) esprime è che lo stimolo ostensivo prodotto da un comunicatore dovrebbe essere facile da elaborare e ricco di effetti cognitivi dal momento che è nell'intenzione del comunicatore farsi comprendere. Tuttavia, un comunicatore non è onnisciente, né ci si può aspettare che vada contro i propri interessi nel produrre un certo proferimento. Anzitutto il comunicatore può non comunicare informazioni pertinenti perché ne è sprovvisto, ovvero perché ha buone ragioni per non fornirle (potrebbe andare contro i suoi interessi). Poi, il comunicatore può non esprimersi nel modo più economico perché non si trova nelle condizioni di poter generare un proferimento di questo tipo ovvero perché le sue preferenze glielo impediscono (potrebbe usare, per esempio, perifrasi ed eufemismi per essere più diplomatico e meno brusco).
L'analisi pragmatica che si fonda sul principio comunicativo costituisce una spiegazione dei fenomeni comunicativi consentendo di dar conto del modo in cui si acquisisce l'informazione, del modo in cui l'informazione viene rappresentata e del modo in cui si strutturano i processi di comprensione che conducono l'interprete a colmare la lacuna tra significato enunciativo e significato del parlante.
Si è detto che la comunicazione, secondo il modello inferenziale, è produzione ed interpretazione di indizi: il parlante produce un indizio del suo voler dire ed il destinatario inferisce il senso inteso dal parlante a partire da quell'indizio e dal contesto. Ora, secondo i teorici della pertinenza, nel corso della comprensione verbale il destinatario userà una procedura guidata dal principio comunicativo del seguente tipo:
I.	Nel processare gli effetti cognitivi, segui il percorso che minimizza lo sforzo: controlla le ipotesi interpretative (del proferimento del comunicatore) in ordine d'accessibilità;
II. Fermati quando le tue aspettative di pertinenza sono soddisfatte.
L'interprete prende le mosse dal significato del proferimento decodificato linguisticamente; segue un percorso tale che il suo sforzo d'elaborazione sia minimo; arricchisce il significato del proferimento con le informazioni contestuali disponibili. Una volta pervenuto a un'interpretazione che soddisfi la sua aspettativa di pertinenza (variabile da contesto a contesto), il processo inferenziale ha termine. Si tenga presente che tale procedimento non è sequenziale, avviene bensì in parallelo: il livello esplicito e quello implicito si aggiustano a vicenda finché l'interprete non giunge a comprendere il significato del parlante.
Illustro la procedura di comprensione appena descritta con un esempio.
(8) Paola: “Credi che Poldo verrà alla festa in discoteca?”
Pippo: “Poldo è un orso!”
Il concetto di “orso” agirà nella mente di Paola in modo da attivare una serie di attributi (ad esempio, riservatezza, goffaggine, pigrizia, solitudine) riconducibile all'uso che Pippo fa dell'espressione ‘orsò in quel contesto. Alcuni di questi attributi sono, per ragioni contestuali (per via del riferimento ad una festa in discoteca, per l'informazione su Poldo condivisa dagli interlocutori), più accessibili di altri. A tali differenze nell'ordine d'accessibilità degli attributi attivati da “orso” seguono differenze nell'ordine d'accessibilità di varie interpretazioni della risposta di Paola. In quel particolare contesto, dal momento che Pippo si attende una risposta pertinente alla sua domanda, l'enunciato di Paola darà luogo a varie possibili implicazioni:
1. Poldo è riservato.
2. Poldo è pigro.
3. Poldo è solitario.
4. Poldo non ama uscite di gruppo in discoteca.
5. Poldo è ghiotto di miele.
6. Poldo ha la pelliccia.
7. Poldo è un mammifero di grandi dimensioni della famiglia degli Ursidi.

Guidata da aspettative di pertinenza, Paola, considerando queste possibilità in ordine d'accessibilità, giunge all'interpretazione 4), un'interpretazione metaforica, e qui si ferma. Non esamina ulteriori implicazioni possibili 5) – 7). Segue la via del minimo sforzo e si arresta quando gli sforzi d'elaborazione sono compensati dagli effetti ottenuti, avendo soddisfatto le proprie aspettative di pertinenza. Se invece avesse un qualche interesse romantico verso Poldo, sarebbero pertinenti anche le prime tre opzioni.

## Elementi di Pragmatica Lessicale

### Esplicito ed Implicito
Tenendo presente la distinzione tra semantica e pragmatica, in un enunciato come (8) - "Poldo è un orso" - possiamo rintracciare almeno due livelli di senso: un livello esplicito, il livello più propriamente semantico, che stabilisce le condizioni di verità dell'enunciato. 
Il contenuto esplicito di un proferimento è il suo significato enunciativo che viene disambiguato attribuendo un riferimento a tutte le espressioni referenziali. Ciò avviene attraverso un procedimento di saturazione, che permette di individuare il riferimento delle espressioni indicali (come ‘qui’, ‘ora’, ‘io’) dimostrative (come ‘questo’, ‘quello’) e contestuali in genere. Benché la saturazione sia un processo che coinvolge un elemento pragmatico, può essere ritenuta estensione della codifica linguistica dal momento che corrisponde alla regola semantica associata al carattere delle espressioni indicali (il carattere di un'espressione indicale è la funzione che, a partire dal contesto di proferimento, dà il contenuto dell'espressione nel contesto dato. Per esempio il carattere dell'espressione ‘io’ stabilisce che “un uso di ‘io’ si riferisce al parlante nel contesto di proferimento”).
Vi è un secondo livello: quello del senso implicito veicolato dall'enunciato. Questo livello è tradizionalmente considerato oggetto d'analisi della pragmatica: si tratta del livello del senso comunicato dal parlante. Dato un particolare contesto pragmatico, attraverso (8) Pippo comunica a Paola qualcosa di differente, che va al di là del significato letterale, esplicito, delle espressioni che adopera.
Secondo i teorici della pertinenza ogni atto comunicativo è soggetto ad interpretazione pragmatica di questo genere. Vale a dire, anche al livello di comunicazione esplicita, il significato esplicito è sistematicamente superato, proprio perché anche a questo livello agiscono processi inferenziali guidati dal principio comunicativo di pertinenza. Sperber e Wilson, infatti, sostengono che i processi di saturazione coinvolti nell'identificazione del contenuto esplicito di un enunciato non hanno natura differente dai processi attraverso cui arriviamo ad afferrare il suo significato implicito. Ciò che viene comunicato esplicitamente è il primo sviluppo inferenziale del significato linguistico codificato. 
Ricordando che per i teorici della pertinenza lo scopo del destinatario di un enunciato è di costruire un'ipotesi circa il voler dire del parlante che soddisfi la presunzione di pertinenza veicolata dal proferimento, e tenendo presente la distinzione esplicito – implicito, possiamo caratterizzare il processo di comprensione nel modo seguente.
Sottoprocessi del processo di comprensione globale
A.	Costruzione di un'ipotesi appropriata sul contenuto esplicito (che i teorici della pertinenza chiamano esplicatura) attraverso codifica, disambiguazione, determinazione del riferimento e arricchimento inferenziale);
B.	Costruzione di un'ipotesi appropriata sulle assunzioni contestuali intese (premesse implicitate);
C.	Costruzione di un'ipotesi appropriata sulle implicazioni contestuali intese (conclusioni implicitate).
Le ipotesi sulle esplicature, sulle premesse e sulle conclusioni implicitate, si badi, non si formano in modo sequenziale. Le inferenze all'opera nel processo globale di comprensione si realizzano, invece, in parallelo, guidate dal principio comunicativo di pertinenza su d'uno sfondo d'aspettative specifiche che l'interprete ha circa il modo in cui la pertinenza sarà guadagnata.
Illustro con un esempio il genere di sviluppo inferenziale che definisce un'esplicatura.
Si consideri:
(9) Pippo e Paola sono sposati.
Per costruire un'ipotesi appropriata sul contenuto esplicito di (9) è necessario sviluppare inferenzialmente il suo significato linguistico in questa direzione:
(9)' Pippo e Paola sono sposati --> l'uno all'altra.
Pertanto, una proposizione comunicata è un'esplicatura se e solo se è uno sviluppo inferenziale di un significato codificato linguisticamente. Maggiore è l'elemento di decodifica coinvolto nella ricostruzione di un'esplicatura, maggiore è il suo grado di esplicitazione. 
Confrontiamo:
(10) Paola non ha niente da mettersi.
(10)' Paola non ha una gonna appropriata all'occasione da mettersi.
(10)" Stasera Paola non ha una gonna appropriata all'occasione da mettersi.
Data la definizione sopra, (10)" è più esplicito di (10)' che è, a sua volta, più esplicito di (10).
D'altra parte, una proposizione comunicata non esplicitamente è un'implicatura. Si consideri:
(11) Paola: “Vuoi un grappino?”
Pippo: “L'alcool mi fa star male”
Rifacendoci ai processi descritti in B. e C. riconosciamo che nello scambio comunicativo (11) la premessa implicitata è il fatto che Pippo non vuole star male, le conclusioni implicitate, d'altra parte, sono che Pippo non vuole bere il grappino e che Pippo non vuole bere il grappino perché la grappa è un alcolico e gli alcolici lo fanno star male.
In definitiva, in accordo con la teoria della pertinenza, l'inferenza pragmatica sembra contribuire all'interno del medesimo processo di comprensione sia alla comunicazione esplicita (alle esplicature), sia a quella implicita (alle implicature).

### Letterale e Non – Letterale
Secondo la teoria della pertinenza, la comunicazione coinvolge sempre un elemento di vaghezza. Sebbene espressioni come nomi, verbi ed aggettivi non siano linguisticamente ambigue, esse possono comunicare una varietà di significati diversi in contesti pragmatici diversi. Infatti, abbiamo mostrato nel paragrafo precedente che ciò che è comunicato esplicitamente va al di là di ciò che è codificato linguisticamente. In altre parole, secondo il principio comunicativo di pertinenza, il significato codificato di un enunciato è arricchito inferenzialmente sino a generare abbastanza effetti cognitivi da soddisfare l'aspettativa di pertinenza del destinatario. 
La pragmatica lessicale studia gli aspetti contestuali della costruzione del senso delle parole. Non solo quindi gli effetti contestuali giocano un ruolo nella ricostruzione del significato enunciativo, ma anche per raggiungere la pertinenza ottimale in uno scambio linguistico. Il concetto comunicato esplicitamente dall'uso di una parola può essere un arricchimento inferenziale del significato letterale codificato. Vi sono due tipi di arricchimento: l'allargamento (in inglese: “loosening”) e il restringimento (in inglese: “narrowing”); questi due processi occorrono il più delle volte separatamente, tuttavia ci sono casi in cui agiscono al contempo su una determinata parola.
Consideriamo il dialogo:
(12) Paola: “Dove andiamo stasera?”
Pippo: “Troviamoci al bar”
In questa situazione, dato che la risposta di Pippo ha suscitato in Paola delle aspettative di pertinenza, probabilmente penserà che Pippo con la parola ‘bar’ non si sta riferendo genericamente ad un esercizio pubblico qualsiasi in cui si servono bibite, caffè ed alcolici, ma ad un locale preciso noto anche a lei. Il processo pragmatico all'opera nell'interpretazione di ‘bar’ in (12) è allora quello di restringimento, ossia il significato del termine ‘bar’ viene ristretto ad indicare solo un bar preciso. Si tratta di un tipo d'arricchimento contestuale guidato dalla ricerca di pertinenza durante la procedura di comprensione. Il restringimento di un concetto lessicalizzato consiste nell'uso di un sottoinsieme dell'informazione che possediamo nell'enciclopedia mentale riguardo all'oggetto denotato dal senso letterale della parola. Detto in maniera più semplice, attraverso il restringimento una parola è usata per veicolare un concetto più specifico rispetto a quello codificato.
Così nell'enunciato:
(13) Molti filosofi bevono.
la denotazione intesa del verbo ‘bere’ è ristretta al concetto di “bere alcolici”. Alcune proprietà importanti in altri contesti sono ignorate.
Il secondo tipo di arricchimento contestuale è quello di allargamento. 
Consideriamo:
(14) L'Irlanda è piatta.
Il concetto comunicato da quest'uso della parola "piatta" è più ampio del concetto codificato linguisticamente di “ciò che ha superficie piana, priva di rilievi e di depressioni”. In tal caso, perciò, "piatto" è usato per veicolare un concetto più generale applicabile anche al territorio irlandese, privo di rilievi e di depressioni notevoli, rispetto a quello codificato da un dizionario. 
Secondo i teorici della pertinenza l'interpretazione semantica di enunciati come (13) e (14), cioè le loro condizioni di verità, è raggiunta solo conseguentemente ad arricchimento inferenziale. I processi di restringimento e di arricchimento lessicale avvengono al livello delle esplicature, e non di ciò che è implicito. Si tratta, infatti, di fenomeni estremamente usuali nell'uso del linguaggio naturale che non vengono percepiti come violazioni di norme della conversazione.
Un altro caso di allargamento è quello mostrato dagli enunciati che seguono:
(15) Pippo è proprio un Don Giovanni.
(16) Ho un gran raffreddore, ho bisogno di un Kleenex.
(15) e (16) esemplificano l'uso di un nome proprio di persona e di un nome di marca per denotare una categoria più ampia (la classe dei seduttori; i fazzoletti usa e getta, in generale). Questa varietà di allargamento pragmatico è detta estensione categoriale.
I fenomeni di arricchimento inferenziale chiamano in causa quelli che lo psicologo Lawrence Barsalou definisce concetti ad hoc. Secondo Barsalou, il concetto lessicale codificato da una parola dà accesso ad una vasta quantità di informazione enciclopedica con differenti sottoinsiemi selezionati ad hoc accessibili in differenti occasioni. La costruzione dei concetti ad hoc dipende da vari fattori: il contesto pragmatico, l'accessibilità dell'informazione enciclopedica e considerazioni di pertinenza.
Avendo a disposizione la nozione di concetto ad hoc, è possibile vedere la procedura di comprensione descritta dalla teoria della pertinenza come quel meccanismo che ci permette di interpretare un determinato concetto come un opportuno concetto ad hoc. La comprensione lessicale consisterebbe nella selezione delle proprietà logiche ed enciclopediche del concetto codificato letteralmente aggiustandone le proprietà in cerca della pertinenza ottimale. 
Nell'enunciato (14) piatta* è il concetto ad hoc, inteso come “territorio senza grossi rilievi né profonde depressioni”, cui conduce la procedura di comprensione basata sulla pertinenza. In modo schematico: il processo è automatico e riceve come input la decodifica linguistica di "piatto"; l'arricchimento pragmatico d'allargamento avviene a livello esplicito e corre in parallelo alla derivazione di eventuali implicazioni contestuali; per soddisfare le aspettative di pertinenza ottimale veicolate dall'enunciato, piatto* è il concetto ad hoc ottenuto dall'uso in (14) della parola "piatta" e rappresenta “un grado di piattezza”. Fondamentale nel funzionamento della procedura appena descritta è il sottoprocesso di mutuo aggiustamento di contenuto esplicito, assunzioni contestuali ed effetti cognitivi. Questo sottoprocesso è inferenziale, automatico e veicolato dall'aspettativa di pertinenza ottimale che un enunciato innesca.
Per i teorici della pertinenza, la metafora è un genere di allargamento concettuale e, come tale, se ne può dar conto con lo stesso processo di aggiustamento lessicale presentato sopra. 
Per esempio, in 
(17) Il pranzo di Natale è stato una maratona.
"maratona" è adoperato metaforicamente nel senso di “lunga ed estenuante esperienza fisica e mentale”. L'idea della teoria della pertinenza è che la natura metaforica dell'uso di un'espressione sia una questione di grado. La metafora ed i modi di dire sarebbero gradi differenti di uno stesso processo di arricchimento inferenziale (di allargamento, nel caso specifico della metafora). 
Così, mettendo a confronto gli enunciati:
(18) Un rettangolo con quattro lati uguali è un quadrato.
(19) La pianta del tuo studio è quadrata.
(20) Pippo ha una mentalità quadrata.
Assistiamo ad un continuo ampliamento del concetto di “quadrato”. In (18) abbiamo a che fare con il significato linguistico, come da dizionario, di "quadrato". (19) comunica un'approssimazione del significato letterale, ossia “tendente al quadrato”. In (20) "quadrato" veicola un senso metaforico, vale a dire: “Pippo ha una mentalità chiusa, rigida”. In generale, più grande è la distanza tra il significato linguistico codificato di una parola e il concetto ad hoc comunicato dall'uso di quella parola, più vaga e debole è la comunicazione. Pertanto, la metafora e gli effetti poetici sono esempi estremi di allargamento inferenziale. 
Gli enunciati in cui occorrono le metafore generano un gran numero di implicature che aiutano l'ascoltatore a ricostruire un'interpretazione che soddisfa le sue aspettative di pertinenza. Tali implicaure, però, non sono essenziali al processo di comprensione dal momento che quegli enunciati suggeriscono una serie di implicature possibili simili, ognuna delle quali potrebbe essere accettata. Quella appena detta è la definizione di implicatura debole.
Alle implicature deboli si contrappongono le implicature forti. Per soddisfare le aspettative di pertinenza suscitate da un certo enunciato è necessario costruire un'implicatura forte. Gli enunciati che compaiono nei manuali d'istruzione veicolano, tipicamente, poche implicature forti.
Il discorso fatto per la metafora e certi altri effetti poetici, come l'iperbole, non vale però nel caso dell'ironia. La ragione di questa asimmetria è da ricercare nella definizione di pertinenza ottimale. Mentre, infatti, un parlante può comunicare il suo voler dire in modo più “economico” adoperando espressioni metaforiche piuttosto che letterali, è difficile intendere come possa avvenire la stessa cosa nel caso dell'ironia. Adoperare una parola il cui significato codificato è l'opposto di quello che si intende comunicare, dire ‘Sei bellissimà intendendo l'opposto, non sembra il modo più economico per comunicare.
La spiegazione pertinentista dell'ironia si basa su di una specifica forma di uso interpretativo: l'uso ecoico. 
Facciamo un esempio.
(21) Pippo:   “Paola è proprio bella”.
Pia a.: “Proprio bella”
Pia b.: “Proprio bella?”
Pia c.: “Proprio bella!”
Mentre in a., Pia fa eco a Pippo per indicare che è d'accordo, in b. è dubbiosa ed in c. esprime disaccordo con l'ironia. Nelle tre situazioni l'interpretazione dell'enunciato di Pia sarà differente. In c., per cogliere il suo voler dire, la sua ironia, Pippo deve anzitutto essere in grado di riconoscere che Pia ha un certo atteggiamento nei confronti dell'enunciato di Pippo. Il riconoscimento dell'ironia richiede una notevole capacità di metarappresentazione. L'ironia, secondo i pertinentisti, implica un'eco ad enunciati (o pensieri) che il parlante attribuisce ad altri (sia persone specifiche, si la gente in generale), e da cui vuole dissociarsi. In (21) c. Pia comunica qualcosa come: 
Pia c': “È ridicolo affermare che Paola sia proprio bella”
Questa interpretazione può essere afferrata solo riconoscendo che il parlante, Pia, sta pensando non ad uno stato di cose del mondo, bensì ad un enunciato che attribuisce a qualcun altro, a Pippo, e dal quale prende le distanze.

### Pertinenza e Riferimento
Nella quadro della teoria della pertinenza è possibile trattare in maniera del tutto naturale alcuni dei problemi tradizionali della filosofia del linguaggio. Uno di questi problemi è come analizzare le descrizioni definite ed i nomi propri.
L'analisi di Keith Donnellan (Donnellan (1966)) delle descrizioni definite distingue tra “uso attributivo” e “uso referenziale” di queste espressioni. La questione è trovare un modo efficace per conciliare il fatto che una descrizione definita, come "l'attuale re di Francia" o "il tizio che beve il Martini", può essere adoperata sia per riferirsi a qualsiasi individuo che soddisfa la descrizione (uso attributivo) sia per fissarne il riferimento, anche nel caso in cui la descrizione sia sbagliata (uso referenziale).
Per quanto riguarda il riferimento dei nomi propri, esistono oggi grossomodo tre posizioni principali. Ci sono coloro che ritengono che i nomi propri equivalgano alle costanti individuali della logica; c'è chi li analizza come descrizioni definite; c'è chi li assimila agli indicali. 
Evidentemente, le scelte teoriche prese riguardo alle descrizioni definite ed ai nomi propri avranno conseguenze sul modo di caratterizzare le condizioni di verità degli enunciati in cui quelle espressioni occorrono.
Powell (2001), sfruttando la distinzione sviluppata dalla teoria della pertinenza tra significato codificato e contributo di un'espressione al contenuto verocondizionale in un particolare contesto d'uso, cerca di dar conto del comportamento delle descrizioni definite. Le descrizioni definite, secondo la sua proposta, sono linguisticamente “univoche”, ma verocondizionalmente “ambigue”. È attraverso processi inferenziali guidati dalla ricerca di pertinenza ottimale in un determinato contesto che le descrizioni definite si disambiguano contribuendo alle condizioni di verità di un enunciato.
In maniera simile, un nome proprio contribuisce alle condizioni di verità di un enunciato in funzione del contesto in cui è usato e di determinati fattori pragmatici di pertinenza. Due espressioni co-referenziali possono avere valori informativi differenti proprio perché, pur comunicando ad un ascoltatore un concetto individuale soddisfatto da un unico individuo quale sia il concetto individuale inteso dal locutore e quale sia il suo contenuto informativo è determinato pragmaticamente. Così, è naturale spiegare come enunciati di identità siano informativi.
Consideriamo:
(22) Lewis Carroll era Charles Lutwidge Dodgson.
Seguendo l'analisi descritta sopra, nell'interpretazione di (22) abbiamo accesso a due concetti individuali. Il fatto che ‘Lewis Carroll’ e ‘Charles Lutwidge Dodgson’ si riferiscano allo stesso individuo non impedisce che abbiano contenuto informativo diverso. Il concetto che una persona ha di ‘Lewis Carroll’ può comunicare l'informazione “Il portatore del nome proprio ‘Lewis Carroll’ è autore di Alice nel Paese delle Meraviglie”, mentre il suo concetto di ‘Charles Lutwidge Dodgson’ può contenere l'informazione “Il portatore del nome proprio ‘Charles Lutwidge Dodgson’ era un logico del XIX secolo”. I due concetti, veicolando informazioni differenti, permettono ad una persona che comprenda (22) di acquisire l'informazione che non aveva che “L'autore di Alice nel Paese delle meraviglie era un logico del XIX secolo”. 
In questa prospettiva, evidentemente, l'analisi del nome proprio non è condotta in termini di contributi referenziali alle condizioni di verità “standard” dell'enunciato, bensì in termini del contributo che un concetto può dare alla rappresentazione mentale di un interprete di un enunciato proferito in un determinato contesto.

## Interazioni tra pragmatica e teorie della mente
La teoria della pertinenza si sviluppa a partire dall'idea di Grice secondo cui la comprensione di un enunciato equivale al riconoscimento di un destinatario dell'intenzione comunicativa del parlante. La comprensione, secondo questa prospettiva, chiama in causa una capacità di attribuire stati mentali come intenzioni, credenze e desideri, ai nostri interlocutori. In altri termini, la comunicazione umana comporterebbe l'esercizio di una facoltà di “lettura della mente” che permette di gestire ed elaborare l'informazione circa le azioni intenzionali degli altri esseri umani. 
In ambito psicologico, è stata introdotta l'espressione teoria della mente (abbreviata in TOM, acronimo dell'inglese Theory of Mind) per riferirsi all'abilità di rappresentarsi gli stati mentali propri o altrui come intenzioni, credenze, desideri e conoscenze. Si ritiene, in genere, che questa competenza cognitiva sia distinta e non riconducibile “tout court” ad altre funzioni cognitive: si tratta di un aspetto peculiare della specie umana acquisito secondo tappe di maturazione. Il concetto di “teoria della mente” costituisce un particolare approccio di quella che viene chiamata psicologia del senso comune o “psicologia ingenua” (folk psychology): termini usati per riferirsi alla modalità esplicativa mostrata dalle persone quando parlano di sé e degli altri, in particolare quando danno spiegazioni dei propri e altrui comportamenti in termini di stati mentali.
Da quanto detto, se la comunicazione dipende, in generale, dalla capacità di riconoscere le intenzioni altrui, come sostenuto da Grice e dai teorici della pertinenza, allora è inevitabile dar conto dei meccanismi psicologici che realizzano il processo di comprensione e specificare che tipo di competenza psicologica sia coinvolta nell'interpretazione pragmatica di un enunciato.
Più precisamente, quale sarebbe il tipo di “architettura mentale” richiesto per supportare i processi di comunicazione verbale?
Che relazione esiste di preciso tra TOM, il sistema, cioè, deputato all'interpretazione psicologica dei comportamenti, ed i sistemi cognitivi che guidano l'interpretazione pragmatica?
Nella prima edizione di Relevance Sperber e Wilson trattano l'interpretazione pragmatica come un processo inferenziale centrale, automatico ed inconscio. Già dalla seconda edizione, tuttavia, difendono l'idea che vi sia un modulo specifico per la comunicazione, sottomodulo di TOM. Alcuni autori ritengono che la nostra capacità di attribuire un'intenzione ad un parlante sia compresa nella capacità più generale, cui TOM sovrintende, di attribuire credenze, desideri ed altri stati mentali. La teoria della pertinenza, invece, difende l'ipotesi che vi sia un modulo che si occupa dei processi pragmatici di comprensione linguistica.
Un modulo, in questa prospettiva, è un meccanismo inferenziale, specifico per dominio, che guida l'esecuzione di una determinata abilità cognitiva. Il meccanismo è inferenziale dal momento che, per i teorici della pertinenza, ogni atto ostensivo di comunicazione innesca nell'ascoltatore cui l'atto è rivolto un processo non dimostrativo che conduce a ricostruire l'intenzione del parlante. Il meccanismo è specifico per dominio in quanto si tratta di una struttura psicologica specializzata nella risoluzione di una classe di problemi in un dominio ben definito. Il genere di problemi cui il modulo attende è l'attribuzione di intenzioni comunicative. Il dominio è quello degli stimoli ostensivi; vale a dire, il modulo tratta quegli stimoli appartenenti alla classe delle azioni umane che comportano quell'intenzione speciale e complessa che è l'intenzione comunicativa del parlante.
Sperber e Wilson (2002) avanzano alcune obiezioni alle teorie che fanno collassare su TOM la capacità pragmatica.
In primo luogo, sembrano esservi seri problemi per quanti sostengono che i processi inferenziali che portano ad afferrare l'intenzione di un parlante siano analoghi a quelli usati per inferire intenzioni a partire da azioni. 
Infatti, in una determinata situazione il ventaglio di intenzioni che possono essere ragionevolmente attribuite ad un agente è piuttosto limitato dato il numero relativamente piccolo di azioni che l'agente può eseguire in quella situazione. Verosimilmente la procedura per riconoscere ed attribuire un'intenzione in base all'osservazione di un comportamento coinvolge: una disamina degli effetti di quel comportamento, il ricordo di ciò che di solito accade in seguito a comportamenti simili, l'inferenza che gli effetti intesi del comportamento dell'agente sono proprio quelli prevedibili e desiderabili.
Invece, la strategia per attribuire l'intenzione comunicativa di un parlante è ben diversa poiché il numero di significati che il parlante può ragionevolmente aver intenzione di trasmettere in una certa situazione è potenzialmente illimitato. Secondo Sperber e Wilson, la presunzione di pertinenza ottimale che accompagna ogni atto ostensivo di comunicazione è ciò che guida la strategia che ci porta ad afferrare il significato del parlante.
In secondo luogo, mentre sia TOM sia il “modulo della pragmatica” invocato dai teorici della pertinenza richiedono capacità di metarappresentazione per l'identificazione di stati mentali altrui, vi è una notevole differenza in termini di complessità nei due casi. La teoria della pertinenza assume un pattern di inferenze metacomunicative che risultano nell'attribuzione dell'intenzione comunicativa del parlante. Questo modello di comprensione inferenziale richiede normalmente vari livelli di metarappresentazione, invece, nel comune esercizio di TOM, è sufficiente un solo livello.
Questa discrepanza è evidente nello sviluppo infantile, ed ha ricevuto supporto sperimentale da test eseguiti su bambini autistici. Studi di psicologia dello sviluppo indicano che è da escludere che bambini di due anni che non riescono a risolvere il test della falsa credenza siano in grado di riconoscere e comprendere le rappresentazioni che caratterizzano la comprensione verbale adoperando una generica abilità metapsicologica di attribuzione d'intenzioni ad agenti.
Happé (1993) ha poi mostrato che sembra verosimile che esista una dissociazione tra facoltà metapsicologica generale e capacità pragmatico – comunicativa. Nella sua ricerca, una minoranza di bambini autistici che superano il test della falsa credenza hanno performance scarse nel trattare stimoli linguistici come l'ironia e la metafora. Pertanto, pare che gli autistici, nonostante siano dotati di capacità metapsicologiche accettabili, hanno un deficit nell'uso comunicativo del linguaggio e nella valutazione della pertinenza degli stimoli linguistici che trattano.
Con queste ed altre argomentazioni, Sperber e Wilson sostengono pertanto che esista un modulo specializzato per la comunicazione, sottomodulo di TOM. Se tutto ciò è vero, allora il principio comunicativo di pertinenza può essere interpretato come la descrizione di una regolarità specifica per il dominio comunicativo: solo gli atti di comunicazione suscitano legittime assunzioni di pertinenza ottimale. La procedura di comprensione andrebbe, allora, intesa come un'euristica messa in atto da un micromodulo per calcolare in modo inconscio e automatico un'ipotesi sul significato del parlante in base a stimoli ostensivi. 
Tuttavia, se vi sono argomenti e dati sperimentali che favoriscono l'ipotesi di una dissociazione di TOM e capacità pragmatico – comunicativa, esistono altresì argomenti a favore dell'ipotesi di un solo modulo; e dati clinici provenienti dallo studio di patologie sembrerebbero proprio colpire o preservare insieme TOM e capacità pragmatiche. È bene, dunque, sottolineare che la modularità della pragmatica rimane un problema empirico aperto, destinato a diventare una delle principali direzioni della ricerca in pragmatica sperimentale.

## Test sperimentali
La teoria della pertinenza spiega in generale ciò che motiva gli individui a trattare certi stimoli e a rivolgere l'attenzione a certe fonti d'informazione. I due principi della teoria della pertinenza non hanno natura normativa, bensì descrittiva: gli esseri umani, di fatto, sono massimizzatori di pertinenza. Al pari di altre teorie di simile portata, la teoria della pertinenza è soggetta a conferme e smentite sottoponendo a test sperimentali alcune conseguenze che i suoi principi implicano.
Facendo interagire il principio cognitivo di pertinenza con una determinata caratterizzazione di meccanismi cognitivi quali la percezione, l'attenzione, la memoria, la categorizzazione, la capacità inferenziale, è possibile ricavare specifiche previsioni controllabili attraverso test sperimentali.
Grossomodo, l'idea guida di un esperimento attraverso cui verificare sino a che misura il principio cognitivo di pertinenza è valido dovrebbe essere la seguente. Data la descrizione di un certo meccanismo cognitivo, si controlla se, ed in che modo, quel meccanismo è coinvolto nell'allocazione di risorse cognitive a informazioni potenzialmente pertinenti disponibili in un determinato ambiente. Lo sperimentatore confronta, poi, i risultati a sua disposizione con la forza esplicativa e le previsioni di teorie cognitive alternative alla teoria della pertinenza.
Il principio comunicativo di pertinenza, ossia la tesi per cui ogni atto di comunicazione inferenziale veicola la presunzione della sua pertinenza ottimale, ha la forma di una generalizzazione simile ad una legge. Esso, sviluppando l'idea griceana che la comunicazione è un processo inferenziale di riconoscimento delle intenzioni, è una conseguenza del principio cognitivo. Data la sua forma, il principio comunicativo è falsificabile fornendo un'istanza di atto comunicativo inferenziale che non veicola la presunzione della propria pertinenza ottimale. Tali atti comunicativi potrebbero, per esempio, veicolare una presunzione di verità letterale o di massima informatività.
Dal punto di vista del design sperimentale, il fatto che la pertinenza sia una proprietà continua, non discreta, e che sia definita in termini d'effetto e di sforzo rende più semplice fare previsioni manipolando certi stimoli. Infatti, in una data situazione sperimentale, mantenendo costante il fattore sforzo e variando il fattore effetto, o, viceversa, mantenendo costante il fattore effetto e variando il fattore sforzo, la pertinenza dello stimolo oggetto di studio cambierà di conseguenza. Ancora, se tendiamo davvero a massimizzare la pertinenza, è allora possibile anzitutto predire a quale stimolo disponibile un soggetto rivolgerà l'attenzione, ed in secondo luogo provare ad influenzare i suoi processi cognitivi variando l'ordine d'accessibilità dei vari stimoli. La possibilità, poi, di confrontare la pertinenza attuale o attesa di due input vincola il modo in cui i soggetti sperimentali impiegheranno le proprie risorse cognitive, e, se impegnati in un compito di comunicazione, riconosceranno ed attribuiranno intenzioni comunicative agli altri.
Esistono lavori sperimentali in psicologia cognitiva che sembrano confermare previsioni specifiche della teoria della pertinenza.
Uno dei più famosi paradigmi sperimentali della psicologia del ragionamento è il problema di selezione proposto da Peter Wason nel 1966 (o test delle quattro carte). Al soggetto sperimentale sono mostrate quattro carte appoggiate su un tavolo. È noto che le carte recano lettere (vocali o consonanti) su un lato e numeri (pari o dispari) sull'altro. Le carte hanno sul lato visibile rispettivamente una vocale, una consonante, un numero pari e un numero dispari; per esempio: una E, una G, un 6 e un 7. Al soggetto è richiesto di indicare quali delle carte dovrebbe girare in modo da vederne la faccia nascosta per controllare se è vera, oppure falsa, la regola: “Se una carta ha una vocale su un lato, allora ha un numero pari sull'altro lato”. Questa regola ha la forma di un enunciato condizionale. Per stabilire se un condizionale è vero oppure falso bisogna ricercare quei casi in cui l'antecedente è vero, ma il conseguente è falso. Solo in una situazione tale, infatti, il condizionale è falso. Pertanto, la soluzione del compito richiede che il soggetto applichi il principio del ragionamento deduttivo che segue: “Per controllare la verità di un condizionale, esamina i casi in cui l'antecedente è vero per assicurarti che il conseguente sia vero, ed esamina i casi in cui il conseguente è falso per assicurarti che l'antecedente sia falso”. Dunque, la risposta corretta, nel nostro caso, è scegliere le carte E e 7. Qualora, infatti, la carta che presenta la vocale E recasse un numero dispari sull'altra faccia, l'antecedente è vero, ma il conseguente falso; ugualmente, qualora la carta che presenta il numero dispari 7 avesse una vocale sull'altro lato, l'antecedente è vero, ma il conseguente falso.
La stragrande maggioranza dei soggetti cui è proposto il test fornisce una risposta scorretta, o scegliendo solamente la carta che presenta la E o scegliendo quella che presenta la E insieme con l'altra che presenta il 6.
Una spiegazione originale basata sulla teoria della pertinenza della prestazione contronormativa della maggior parte dei soggetti sperimentali è stata avanzata in Sperber, Cara e Girotto (1995). In quest'articolo, gli autori dimostrano che la soluzione del test di Wason che la maggior parte dei soggetti sperimentali tende a dare dipende da fattori pragmatici. Questi agiscono in maniera prevedibile ed incidono sull'interpretazione dell'enunciato condizionale che esprime la regola da controllare. Secondo il resoconto di Sperber, Cara e Girotto (1995), in un dato contesto i partecipanti derivano dal condizionale alcune implicazioni in ordine d'accessibilità; quando le loro aspettative di pertinenza sono soddisfatte si fermano, scegliendo le carte in accordo con l'interpretazione pragmatica della regola per loro più pertinente in quel contesto. Leggendo l'enunciato condizionale “Se una carta ha una vocale su un lato, allora ha un numero pari sull'altro lato” (formalmente: Se p allora q), il soggetto segue un percorso che minimizza il suo sforzo cognitivo nella costruzione di ipotesi interpretative. Così, in un contesto “neutro”, in cui l'enunciato che esprime la regola non è accompagnato da alcuna situazione, le conclusioni inferibili dal condizionale in ordine d'accessibilità sono:
1. “Le carte con la E su una faccia devono avere un 6 sull'altra”.
2. “Ci sono carte con una E e un 6”.

Basandosi solo sulla prima conclusione, i soggetti sceglieranno la carta con la E. Se, d'altra parte, fanno affidamento sulla seconda conclusione, o su entrambe, allora gireranno la carta che presenta la E e quella con il 6.
Tuttavia, vi sono contesti in cui la procedura di comprensione di un condizionale porta direttamente ad inferire l'ipotesi interpretativa: “Non è possibile che vi siano carte con una vocale su un lato e senza numero pari dall'altro” (formalmente: Non (p & non q)). Si noti che quest'interpretazione equivale alla negazione dell'esistenza di controesempi ed esprime la definizione di condizionale. Sperber, Cara e Girotto (1995), manipolando i fattori effetto e sforzo, hanno costruito versioni del problema di selezione che rendano tale interpretazione dell'enunciato condizionale più pertinente, e dunque più semplice (ovvero più vantaggiosa) da inferire. In questo modo, la percentuale di risposte corrette aumenta considerevolmente.
Una delle versioni proposte dagli autori è quella in cui la regola “Se una carta ha una vocale su un lato, allora ha un numero pari sull'altro lato” è proferita da un ingegnere che ha riparato una macchina stampatrice che produce carte con un numero su una faccia ed una lettera sull'altra. Nello stampare, la macchina segue la regola “Se E allora 6”; tuttavia, in seguito ad un guasto la macchina inizia a stampare carte che presentano su una faccia E, una vocale, e sull'altra 7, un numero dispari. L'ingegnere, riparato il guasto, proferisce l'enunciato: “Se una carta ha una vocale su un lato, allora ha un numero pari sull'altro lato”. Dato questo scenario, al soggetto sperimentale è richiesto di controllare la regola espressa dall'enunciato dell'ingegnere. A questo punto, per ragioni di pertinenza, il condizionale implicherà le conclusioni:
A.	“La carta che ha una E ha un 6 sull'altro lato”.
B.	“Ci sono carte con una E e un 6”
C.	“Non ci sono carte con una E e senza un 6”    Non (p & non q)
Nel contesto descritto, B. non contribuisce alla pertinenza del condizionale tanto quanto C. che, essendo più accessibile, spingerà i soggetti a scegliere la carta che presenta E e quella con il 7. L'intenzione comunicativa dell'ingegnere, infatti, è quella di negare l'esistenza di carte con una E, una vocale, su un lato e senza un 6, un numero pari, sull'altro. Ciò equivale, evidentemente, alla negazione dell'esistenza di controesempi e, di conseguenza, quando ne viene richiesta la verifica, l'enunciato rende pertinente la ricerca della combinazione E & 7.
Sembra che quasi tutti i soggetti sperimentali siano in grado di risolvere il problema di selezione in questa versione. Secondo Sperber, Cara e Girotto (1995), questo risultato conferma che l'interpretazione di un condizionale è guidata dai fattori di effetto e sforzo che definiscono la pertinenza di uno stimolo. Più in generale, l'esito della loro indagine mostra che nella risoluzione del test di Wason non sono coinvolti tanto meccanismi specifici di ragionamento (come sostenuto da parecchi ricercatori), quanto fattori pragmatici che agiscono sull'interpretazione dell'enunciato condizionale in accordo colla teoria della pertinenza. 
Van der Henst, Carles e Sperber (2002), con una serie di test in cui viene domandata l'ora a degli sconosciuti, sostengono che arrotondare l'ora è in parte spiegato da considerazioni di pertinenza. Un parlante, cercando di essere ottimamente pertinente, ha tutta la ragione per arrotondare l'ora, a meno che sia consapevole che andrebbero perduti degli effetti cognitivi utili al suo interlocutore con una risposta imprecisa. In effetti, pare che arrotondare l'ora, rispondere che sono le 3 quando in realtà sono le 2:57, riduca lo sforzo cognitivo del mio ascoltatore. Di conseguenza, con la mia risposta arrotondata, se non elimino alcun effetto cognitivo degno di essere derivato da chi mi ascolta, produco un enunciato ottimamente pertinente. Sfruttando queste considerazioni, è possibile controllare sperimentalmente se effettivamente, in situazioni differenti, manipolando sforzo ed effetto, un parlante continuerà a comportarsi in modo ottimamente pertinente.
Immaginiamo di avere un appuntamento all'ora X. Incontriamo in un luogo pubblico uno sconosciuto e gli chiediamo: “Salve, scusa, sai l'ora? Ho un appuntamento all'ora X”. Come previsto in un quadro teorico pertinentista, probabilmente la risposta che riceveremo sarà più accurata tanto più si avvicinerà l'ora X dell'appuntamento. Ciò conferma l'analisi in termini del principio comunicativo di pertinenza: la gente cui è richiesta l'ora tende a fornire una risposta precisa, al minuto, oppure ad arrotondare, a seconda degli indizi che ha a disposizione per stabilire quale enunciato sia ottimamente pertinente per il destinatario (in funzione di sforzo d'elaborazione e di eventuali effetti cognitivi derivabili dalla risposta).
I due esperimenti descritti confermano alcune predizioni ispirate dai principi fondamentali della teoria della pertinenza. Abbiamo così la conferma che la teoria della pertinenza è una teoria cognitiva che aspira a combinare la generalità teorica con la possibilità di test sperimentali, di analisi linguistico–pragmatiche di paradigmi sperimentali, di dati osservativi, che confermino oppure smentiscano alcune specifiche implicazioni dei suoi principi.